# Hermann Harden
Hermann Harden (* 28. September 1912 in Hamburg; † 19. Juli 1964 in Erfurt) war ein deutscher Kommunalpolitiker der LDPD und von 1953 bis 1961 Bürgermeister der Stadt Eisenach in Thüringen.

## Leben
Der Sohn eines Fabrikarbeiters studierte nach einer kaufmännischen Ausbildung Staats- und Verwaltungsrecht in Potsdam.
Ab 1922 war er in der Sozialistischen Arbeiterjugend Hamburgs aktiv und wurde 1925 deren Führer. Harden nahm als Soldat am Zweiten Weltkrieg teil und geriet 1944 in Gefangenschaft. Nach Kriegsende trat er der LDPD bei.
1946 nahm er eine Stelle bei der Stadtverwaltung Jüterbog an, wurde 1948 Stadtrat und 1950 Bürgermeister. Am 1. Dezember 1953 berief man ihn zum Bürgermeister in Eisenach, wo er seinen Parteikollegen Werner Fischer ablöste, der sein Amt am 30. Oktober 1953 niedergelegt hatte. Für Hardens Amtszeit ist vor allem sein Engagement zur Aufrechterhaltung gesamtdeutscher Beziehungen hervorzuheben. In Hardens Amtszeit fällt zudem die Eröffnung des Wartburgstadions sowie die Wiedereröffnung des nach schweren Kriegsschäden restaurierten Lutherhauses im Jahr 1955. Am 6. Mai 1955 wurde Harden mit dem Vaterländischen Verdienstorden ausgezeichnet. Am 13. September 1961 schied Harden aus gesundheitlichen Gründen, nach anderen Quellen aus politischen Gründen aus seinem Amt. Hardens Nachfolger wurde Sigfried Möckel.
Nach dem Ende seiner Amtszeit als Bürgermeister arbeitete Harden in einem HO-Betrieb in Erfurt, wo er am 19. Juli 1964 im Alter von 51 Jahren verstarb. Harden war verheiratet und hatte zwei Kinder.
Harden war von 1954 bis 1958 für LDPD Abgeordneter der Volkskammer. 1955 wurde ihm der Vaterländische Verdienstorden in Bronze verliehen.